# Lésigny, Vienne
Lésigny är en kommun i departementet Vienne i regionen Nouvelle-Aquitaine i västra Frankrike. Kommunen ligger i kantonen Pleumartin som tillhör arrondissementet Châtellerault. År 2022 hade Lésigny 525 invånare.

## Befolkningsutveckling
Antalet invånare i kommunen Lésigny
| Referens: INSEE |